# Phillip Kinono
Phillip Kinono, född 10 december 1997, är en marshallesisk simmare.

## Karriär
Vid olympiska sommarspelen 2020 i Tokyo, som arrangerades 2021, slutade Kinono på 70:e plats på 50 meter frisim och blev utslagen i försöksheatet. Vid olympiska sommarspelen 2024 i Paris slutade han på 64:e plats på 50 meter frisim och blev utslagen i försöksheatet.

## Personliga rekord
Kortbana
| Gren             | Tid     | Datum            | Plats      |
| ---------------- | ------- | ---------------- | ---------- |
| 50 meter frisim  | 26,86   | 16 december 2022 | Australien |
| 100 meter frisim | 1.01,29 | 14 december 2022 | Australien |

Långbana
| Gren               | Tid     | Datum            | Plats            |
| ------------------ | ------- | ---------------- | ---------------- |
| 50 meter frisim    | 27,43   | 1 augusti 2024   | Frankrike        |
| 100 meter frisim   | 1.01,92 | 14 februari 2024 | Qatar            |
| 200 meter frisim   | 2.30,33 | 24 november 2023 | Salomonöarna     |
| 50 meter ryggsim   | 36,06   | 21 november 2023 | Salomonöarna     |
| 50 meter bröstsim  | 42,35   | 28 juni 2018     | Papua Nya Guinea |
| 100 meter bröstsim | 1.44,74 | 27 juni 2018     | Papua Nya Guinea |
| 50 meter fjärilsim | 31,31   | 23 november 2023 | Salomonöarna     |